# Töging am Inn
Töging am Inn, Töging a.Inn – miasto w Niemczech, w kraju związkowym Bawaria, w rejencji Górna Bawaria, w regionie Südostoberbayern, w powiecie Altötting. Leży około 8 km na północny zachód od Altötting, nad rzeką Inn, przy autostradzie A94, drodze B299 i linii kolejowej Monachium – Wels.

## Polityka
Burmistrzem miasta jest Horst Krebes z SPD, rada miasta składa się z 20 osób.

### Burmistrzowie
Lista burmistrzów miasta od 1900 (do 1972 Töging am Inn było gminą wiejską).
- Horst Krebes (SPD) (od 1996)
- Max Saalfrank (SPD) (1965–1996)
- Sebastian Pfaffenhuber (FW) (1953–1965)
- Franz Förg (SPD) (1946–1953)
- Sebastian Gossner (1945–1946)
- Dr Karl Senft, obsadzony przez armię Stanów Zjednoczonych (8 maja 1945 – 27 września 1945)
- Matthias Zierhut (NSDAP)(1944–1945)
- Wilhelm Meier (NSDAP) (1938–1944)
- Hans Spies (NSDAP) (1933–1938)
- Matthias Wimmer (1931–1933)
- Franz Wagner (1900–1931)

### Rada miasta
|      | CSU | SPD | FW | Razem |
| 2008 | 8   | 10  | 2  | 20    |
| 2002 | 8   | 11  | 1  | 20    |